# Загуры
Загу́ры — деревня в Сидоровском сельском поселении Медведевского района Марий Эл. Находится в 2,5 километрах от деревни Сидорово.

## История
Прежнее название деревни Подборная — от местности, где она расположилась: «под сосновым бором».

## География
Описание деревни содержится в «Экономических примечаниях Царевококшайского уезда» 1796 года: «На пустоши, что прежде была деревня Подборная Лушмарской волости города Царевококшайска… Деревня располагается по обе стороны речки Туракши и Большой дороги из Царевококшайска в Свияжск. Речка в летнее жаркое время течение имеет малое, покосы средственны, лес строевой сосновый, еловый, толщиной в отрубе от осьми до двенадцати вершков, вышиной от пяти до семи сажень. Между коими дровяной, тех же и прочих родов березовый, осиновый, ореховый. Покосы обрабатываются на вышеозначенных помещиков, живущих в городе Царевококшайске, их крестьянами».

## Население
| 2010 | 2011 | 2012 | 2013 | 2014 | 2015 |
| ---- | ---- | ---- | ---- | ---- | ---- |
| 91   | ↗118 | ↘92  | ↘90  | →90  | ↗104 |
| 2016 | 2017 | 2018 | 2019 | 2020 |      |
| →104 | →104 | →104 | ↗125 | ↗135 |      |

## Инфраструктура
Частично газифицирована, телефонизирована. Асфальт.

## Транспорт
В 1,5 километрах на левой стороне проходит автомагистраль Вятка. Автобусное сообщение рейсовыми автобусами «Йошкар-Ола — п. Светлый», в летний период добавочно «Йошкар-Ола — д. Новотроицк».